# Mark Faumuina
Pas d'image ? Cliquez ici

a Compétitions nationales et continentales officielles uniquement.

b Matchs officiels uniquement.
Mark Faumuina, né le 2 octobre 1971, est un joueur et entraîneur de rugby à XIII néo-zélandais et samoan devenu international français dans les années 1990, 2000. Il occupe le poste de pilier ou de deuxième ligne.
Natif de Nouvelle-Zélande, grand espoir du rugby à XIII néo-zélandais, Faumuina joue pour Otahuhu,Auckland City et Counties Manukau tout en connaissant des intersaisons en Angleterre à York City, et côtoie la sélection des Samoa. En 1996, il est recruté avec Penrith en National Rugby League puis s'exile en France. Il reste tout d'abord cinq saisons à Toulouse où il remporte le titre de Championnat de France en 2000 avec Troy Perkins et Jean Frison puis à Villefranche et enfin en mettant un terme à sa carrière à Gratentour. Durant ses années, il revêt le maillot de l'équipe de France pour deux rencontres internationales en 2003.
Après sa carrière sportive, il est amené à entraîner des équipes de Gratentour et de Villefranche.

## Palmarès
- En club :
  - Vainqueur du Championnat de France : 2000 (Toulouse).
  - Finaliste du Championnat de France : 2001 (Toulouse).
- En sélection :
  - Vainqueur du Pacific Cup : 1992 (Samoa)
  - Finaliste de la Coupe d'Europe des nations : 2003 (France)

### Détails en sélection française
| 1. | 9 novembre 2003  | Écosse       | 6-8  | Coupe d'Europe | Remplaçant | - | - | - | - |
| 2. | 16 novembre 2003 | Angleterre A | 6-68 | Coupe d'Europe | Pilier     | - | - | - | - |

### Détails en sélection samoane
| 1. | 31 octobre 1992 | Tonga | 18-14 | Pacific Cup | - | - | - | - | - |